# Майкл Гектор
Майкл Гектор (англ. Michael Hector, нар. 19 липня 1992, Лондон) — ямайський футболіст, півзахисник.
Виступав, зокрема, за клуби «Дандолк», «Шрусбері Таун», «Олдершот Таун», «Челтнем Таун», «Абердин», «Айнтрахт», «Барнет», «Галл Сіті», «Шеффілд Венсдей», «Редінг» та «Фулгем», а також національну збірну Ямайки.

## Клубна кар'єра
Народився 19 липня 1992 року в місті Лондон.  Вихованець футбольної школи клубу «Міллволл».
У дорослому футболі дебютував 2009 року виступами за команду клубу «Дідкот Тон», в якій провів один сезон, взявши участь лише у 3 матчах чемпіонату.
Згодом з 2009 по 2013 рік на правах оренди грав у складі команд клубів «Бракнелль Тон», «Туррок», «Редінг», «Авант  Атерлоовілле», «Оксфорд Читй», «Бракнелль Тон», «Орсам», «Дандолк», «Барнет», «Шрусбері Таун», «Альдерсот Тон» та «Челтнем Таун».
У 2013 повернувся до клубу «Редінгу, де провів лише останні 9 матчів сезону, наступний сезон на правах оренди провів у складі клубу «Абердин».
2014 року повернувся до клубу «Редінг». Цього разу провів у складі його команди один сезон. Більшість часу, проведеного у складі «Редінга», був основним гравцем команди.
У 2015 році уклав контракт з клубом «Челсі» але в основі не закріпився і знову опинився в оренді в складі клубу «Редінг». Граючи у складі «Редінга» здебільшого виходив на поле в основному складі команди.
До складу клубу «Айнтрахт» приєднався 2016 року (також на правах оренди). Відтоді встиг відіграти за франкфуртський клуб 22 матчі в національному чемпіонаті.
З 2017 і також на правах оренди виступає за англійський «Галл Сіті» за який відіграв 36 матчів, забив один гол.
31 серпня 2018 на правах оренди приєднався до клубу «Шеффілд Венсдей»  за який відіграв 27 матчів.
5 вересня 2019 року Майкл уклав контракт з лондонським клубом «Фулгем».

## Виступи за збірну
2015 року дебютував в офіційних матчах у складі національної збірної Ямайки. Наразі провів у формі головної команди країни 35 матчів.
У складі збірної був учасником розіграшу Золотого кубка КОНКАКАФ 2015 року в США та Канаді, де разом з командою здобув «срібло», розіграшу Кубка Америки 2015 року в Чилі, розіграшу Кубка Америки 2016 року в США.

## Титули і досягнення
- Срібний призер Золотого кубка КОНКАКАФ: 2015